# Max Matsuura
Masato Matsuura (松浦 真在人 Matsuura Masato?) (1 de octubre de 1964 en la Prefectura de Kanagawa, Japón), más conocido como Max Matsuura es un productor musical japonés, y también el dueño de uno de los sellos disqueros más poderosos de Asia, Avex Trax.
Masato es conocido principalmente por descubrir nuevos artistas en bares de karaoke para convertirlos en grandes estrellas, casi siempre consiguiéndolo. Fue quien descubrió a Ayumi Hamasaki.